# Parlamento della Repubblica Ceca
Il Parlamento della Repubblica Ceca è l'organo legislativo del Paese e si compone di due camere, entrambe elette a suffragio popolare diretto:
- Camera bassa: Camera dei Deputati, (Poslanecká sněmovna)
- Camera alta: Senato, (Senàt)

## Struttura
Il Parlamento è bicamerale. La camera bassa, la Camera dei deputati (Poslanecká sněmovna), è composta da 200 rappresentanti eletti per 4 anni con un sistema proporzionale basato su una suddivisione in quattordici circoscrizioni con soglia di sbarramento al 5% dei voti validi.
La camera alta, il Senato (Senát), è composta da 81 senatori, eletti con sistema maggioritario uninominale a doppio turno: il primo turno richiede la maggioranza assoluta, il secondo richiede la maggioranza semplice tra i primi due candidati. Il Senato viene rinnovato ogni due anni di un terzo dei suoi membri.
L'elettorato attivo è di 18 anni, quello passivo è di 21 anni per la Camera dei deputati e di 40 per il Senato

## Poteri
L'Articolo 15 della Costituzione sancisce il suo nome come "Parlamento". Il Parlamento esercita competenze secondo i sistemi parlamentari: approva le leggi, ha il diritto di modificare la Costituzione, ratifica gli accordi internazionali, se necessario, dichiara guerra, approva la presenza di forze militari straniere in Repubblica Ceca o un invio di forze militari ceche all'estero.

## Storia
La tradizione del parlamentarismo moderno nelle terre di Boemia risale ai tempi dell'Impero Asburgico, dove il Consiglio imperiale (Reichsrat, Říšská Rada) fu creato nel 1861.
Dopo la proclamazione d'indipendenza della Cecoslovacchia nel 1918, l'Assemblea Nazionale ha intrapreso funzioni legislative proprie prima sia del Consiglio imperiale sia delle Diete statali (Boemia, Moravia, Slesia). Tra il 1938 e il 1939 e tra il 1945 e il 1990 esisteva un parlamento in regime non democratico. Come conseguenza della federalizzazione della Cecoslovacchia (1968), sono stati creati consigli nazionali separati dei cechi e degli slovacchi.
La Camera dei Deputati mantiene la continuità con il Consiglio nazionale ceco, mentre il Senato è stato istituito nel 1996.